# Tim Geypens
Tim Geypens (Oldenzaal, 21 juni 2005) is een Nederlands-Indonesisch voetballer die doorgaans speelt als verdediger. Hij komt uit voor FC Emmen.

## Clubcarrière
Geypens doorliep de gehele FC Twente / Heracles Academie, waar hij onder andere in de Onder 21-competitie speelde. Hij zat éénmaal op de bank bij het eerste van Heracles Almelo, op 27 januari 2024 tegen Ajax. Hij kwam niet in actie.
Medio 2024 maakte Geypens de overstap naar FC Emmen. Hij debuteerde op 9 augustus 2024 tegen FC Dordrecht (1-2). Hij kwam in de 81e minuut in de ploeg voor Djenahro Nunumete.

## Interlandcarrière
Geypens kan zowel uitkomen voor Nederland als Indonesië. Hij werd in 2024 geselecteerd voor het Indonesisch voetbalelftal onder 20, waarmee hij vier oefenwedstrijden speelde.

## Statistieken
| Seizoen | Club     | Competitie     | Competitie | Competitie | Beker | Beker | Overig | Overig | Totaal | Totaal |
| Seizoen | Club     | Competitie     | Wed.       | Dlp.       | Wed.  | Dlp.  | Wed.   | Dlp.   | Wed.   | Dlp.   |
| ------- | -------- | -------------- | ---------- | ---------- | ----- | ----- | ------ | ------ | ------ | ------ |
| 2024/25 | FC Emmen | Eerste divisie | 15         | 0          | 1     | 0     | 0      | 0      | 16     | 0      |
| Totaal  | Totaal   | Totaal         | 15         | 0          | 1     | 0     | 0      | 0      | 16     | 0      |

Bijgewerkt op 17 juni 2025.